# Torgjo
Torgjo est une île norvégienne du comté de Hordaland appartenant administrativement à Bømlo.

## Description
Rocheuse et désertique dans sa partie nord-est et couverte d’une légère végétation dans sa partie sud-ouest, elle s'étend sur environ 2,055 km de longueur pour une largeur approximative de 1,6 km. Elle compte une dizaine d'habitations, plusieurs quais d’amarrage et une usine. La route FV18 la traverse dans sa partie sud-ouest. Un pont la relie à Lamholmen au sud et à un autre à Gisøya à l'ouest.

## Histoire
Torgjo est l'une des plus anciennes fermes des îles du Brandasund (nn) puisqu'il en est fait mention dès 1328. Un médecin y est présent jusqu'à la fin du XVIe. Plusieurs vestiges archéologiques comme des haches en pierre et une flèche en silex y ont été trouvés. 
Le nom a été écrit Torvett en 1701, Torvet en 1715, Sellisøen ou Torvet en 1723 et Torge en 1890. L'île a appartenu à Fitjar jusqu'en 1990.